# IC 4297
IC 4297 — компактная вытянутая галактика типа Sbа в созвездии Волосы Вероники. Прямое восхождение — 13 час 35 минут и 19.2 секунды. Склонение +26° 25' 31". Видимые размеры — 0,90' × 0,5'. Видимая звёздная величина — 14,4. Поверхностная яркость — 13,4 mag/arcmin2. Этот объект входит в число перечисленных в оригинальной редакции нового общего каталога.